# Natrampalli
Natrampalli là một thị xã panchayat của quận Vellore thuộc bang Tamil Nadu, Ấn Độ.

## Nhân khẩu
Theo điều tra dân số năm 2001 của Ấn Độ, Natrampalli có dân số 9076 người. Phái nam chiếm 49% tổng số dân và phái nữ chiếm 51%. Natrampalli có tỷ lệ 71% biết đọc biết viết, cao hơn tỷ lệ trung bình toàn quốc là 59,5%: tỷ lệ cho phái nam là 77%, và tỷ lệ cho phái nữ là 64%. Tại Natrampalli, 12% dân số nhỏ hơn 6 tuổi.